# Pseudacteon arcuatus
Pseudacteon arcuatus är en tvåvingeart som beskrevs av Borgmeier 1969. Pseudacteon arcuatus ingår i släktet Pseudacteon och familjen puckelflugor. Inga underarter finns listade i Catalogue of Life.